# Torre de Smailholm

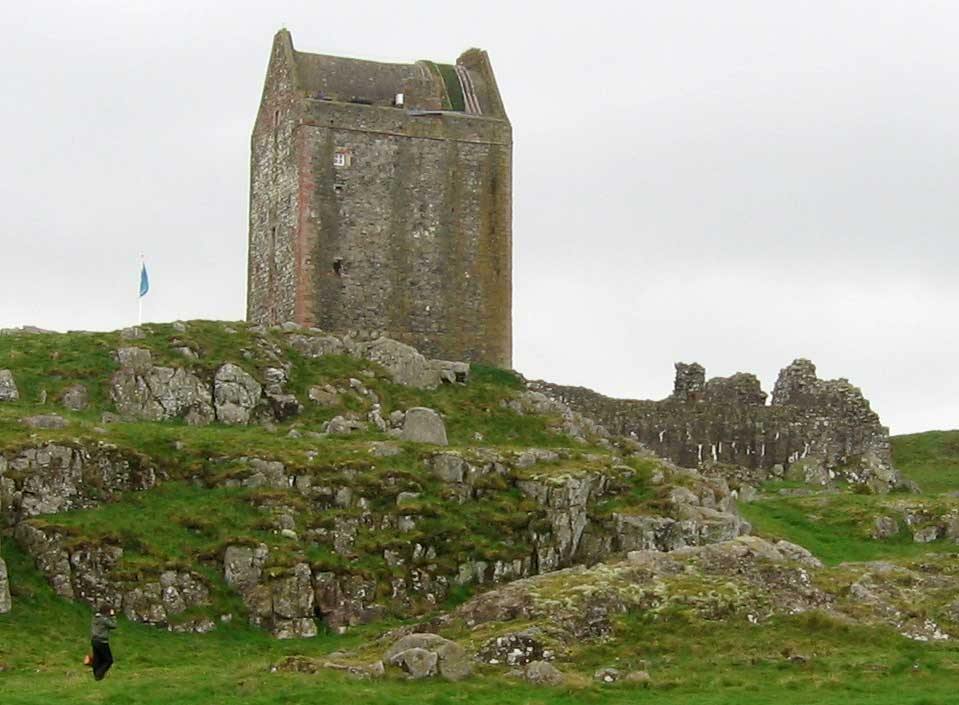
Torre de Smailholm, Escócia.

A Torre de Smailholm, uma torre de cascalho, localiza-se próxima à vila de Smailholm, a Oeste de Kelso, na Escócia.
Erguida em um cabeço rochoso, remonta ao século XV. Apresenta planta no formato retangular.
Atualmente bem-preservada, abriga uma exposição de tapeçaria e de roupas de bonecas ligada ao nome de Sir Walter Scott, autor de The Minstrelsy of the Scottish Border.
Encontra-se classificada na categoria "A" do "listed building" desde 16 de março de 1971.

## História
A Torre de Smailholm foi originalmente construída no século XV ou início do século XVI pela família Pringle. Esta família, originalmente conhecida como por Hoppringle, seguidores do conde de Douglas, ocupava as terras de Smailholm no início do século XV e gerenciava parte de Ettrick Forest para seu senhor feudal. A palavra -holm significa pequena ilha. E o Smail pode ser Smale, Smail, Smaile, Small, Smalles, Smalls e Smeal, derivado do Inglês antigo de antes do século VII, "Smael", que significa "pequeno, delgado ou fino", e originalmente foi dado como um apelido para quem possuía baixa estatura.
A torre de Smailholm foi projetada, em comum com todas as torres de cascalho escocesas, para proteger seus ocupantes de ataques esporádicos ingleses. A torre foi atacada por soldados ingleses em 1543, 1544 e novamente em 1546, quando a guarnição de Wark Castle saqueou a torre, levou prisioneiros e o gado. O castelo foi defendido com sucesso contra os ingleses em 1640, por Sir Andrew Ker, de Greenhead.
Smailholm foi obtida pelos Scotts of Harden por volta dessa época. Os Scotts - antepassados de Sir Walter - reconstruíram partes da torre e o pátio. No século XVIII, a torre caiu, seguido pela mudança da família para Sandyknowe nas proximidades. O último dono, o conde de Ellesmere, entregou a propriedade ao cuidado estatal em 1950. Foi restaurada na década de 1980 e agora funciona como um museu.

## Estrutura

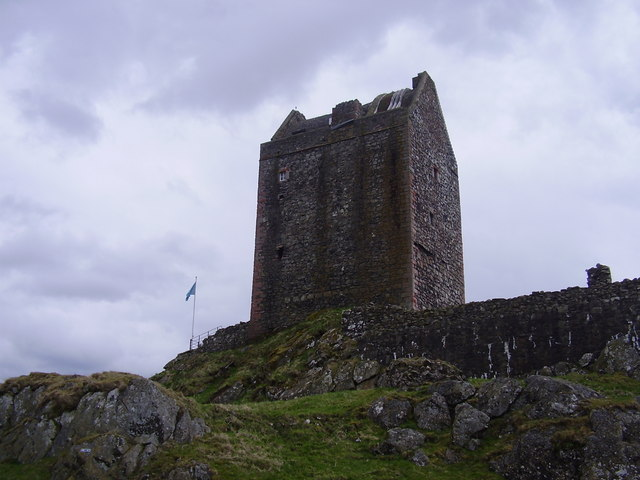
Vista do lado oeste da torre.

A torre retangular é de quatro andares, situada em cima de um afloramento rochoso. A torre é de aproximadamente 12,1 m em 9,4 m, com paredes de entulho de basalto com 2,4 m de espessura. O porão abobadado foi originalmente dividido em dois andares por uma sobreloja de madeira alcançado por uma escada. A porta está no lado sul, em um grande arco de arenito vermelho, com a escada de entrada no canto sudeste. Acima da abóbada encontra-se o salão, com uma lareira no norte com um rosto humano esculpido.
O piso superior tem uma cova de pedra elíptica incomum que suporta um telhado de bandeira de pedra. Baluartes correm ao longo dos lados norte e sul mais longos, embora ambos sejam interrompidos - o norte por uma chaminé e o sul por uma janela. Estas partes superiores da torre, incluindo uma canhoneira no frontão ocidental que cobrem o pátio, foram remodeladas no século XVII.
A torre está cercada pelos restos de uma parede de pedra de barro, dentro do qual as ruínas das dependências e uma pequena capela ainda são visíveis. A parte leste do pátio continha um pequeno jardim, mas já não existe mais. O pátio ocidental está mais intacto, com paredes até o primeiro nível do chão em torno da entrada estreita na parede oeste. O pátio, de cerca de 16 m por 19 m, contém os alicerces de um salão de um andar do século XVII ao norte e um pavimento de cozinha de dois quartos ao sul.
Uma vala protege a aproximação ocidental da torre, sendo os outros três lados naturalmente protegidos pela face do afloramento. Cem metros para o sudeste, mais terraplenagens marcam a presença de um assentamento muito antigo, provavelmente datado do primeiro milênio AEC.
A torre de Smailholm agora é usada para exibir uma extensa variedade de pessoas modelo que ilustram a história de Smailholm e as histórias de Walter Scott, uma tela criada por dois artistas locais e empregando técnicas de bordado e modelagem de alta qualidade. A partir de 2006, foram realizados experimentos no telhado para estabelecer o método de impermeabilização mais apropriado para se aplicar a outras propriedades, incluindo o plantio de relva ou esteiras de plantas sedum. Como resultado, um projeto de restauração em 2010/11 reintegrou um telhado de relva em toda a estrutura.

## Na cultura popular
A Torre de Smailholm foi a peça central do romance de aventura para crianças em In Keep of Time de Margaret J. Anderson, na qual quatro crianças inglesas que ficam com sua velha tia Grace viajam pelo tempo por meio de uma chave mágica, primeiramente para o tempo de James II, depois, para um futuro após a queda da civilização.